# Lianfeng (sockenhuvudort i Kina, Heilongjiang Sheng, lat 46,90, long 125,88)
Lianfeng (kinesiska: 连丰, 连丰乡) är en sockenhuvudort i Kina. Den ligger i provinsen Heilongjiang, i den nordöstra delen av landet, omkring 140 kilometer nordväst om provinshuvudstaden Harbin. Antalet invånare är 18 311. Befolkningen består av 8 849 kvinnor och 9 462 män. Barn under 15 år utgör 12,0 %, vuxna 15-64 år 80 %, och äldre över 65 år 6,0 %.
Runt Lianfeng är det ganska tätbefolkat, med 155 invånare per kvadratkilometer. Närmaste större samhälle är Zhenxiang, 12,6 km nordväst om Lianfeng. Trakten runt Lianfeng består till största delen av jordbruksmark.
Genomsnittlig årsnederbörd är 762 millimeter. Den regnigaste månaden är juli, med i genomsnitt 231 mm nederbörd, och den torraste är januari, med 5 mm nederbörd.